# Werner Herbst
Werner Herbst (geboren am 20. Januar 1943 in Wien; gestorben am 17. März 2008 ebenda) war ein österreichischer Lyriker und Erzähler, Hörspielautor, visueller Poet und Verleger.

## Leben
Herbst studierte an der Pädagogischen Akademie in Wien und arbeitete danach 20 Jahre lang als Volksschullehrer.
Erste Texte von ihm erschienen 1970 in der Wiener Literaturzeitschrift wespennest und der Linzer Zeitschrift neue texte. In den folgenden Jahren beteiligte er sich an Vostells Antworthappening und veröffentlichte Texte in Anthologien (zum Beispiel Tintenfisch 16) und Zeitschriften wie orte und in NEUES FORVM. Außerdem verfasste er Hörspiele für den ORF.
Seine Visuelle Poesie wurde in Wien, Linz, Madrid und Bondeno ausgestellt.
1970 gründete er den Verlag herbstpresse, in dem Einblattdrucke, Taschenbücher, Tonbandkassetten, Hefte und Schachteln mit Grafiken, unter anderem von Friederike Mayröcker, Karl Riha, Hannes Vyoral und Gerald Bisinger erschienen. Er wurde am Hietzinger Friedhof bestattet.

## Würdigungen
- 1975 und 1981 Staatsstipendium des Bundesministeriums für Unterricht und Kunst für Literatur
- 1983 Förderungspreis für Literatur des Theodor-Körner-Stiftungsfonds zur Förderung von Wissenschaft und Kunst
- 1988 Förderungspreis der Stadt Wien für Literatur
- 1993 Victor Otto Stomps-Preis für außerordentliche kleinverlegerische Tätigkeiten der Stadt Mainz
- 2000 Staatsstipendium des Bundesministeriums für Unterricht und Kunst für Literatur

## Werke
- zur eisernen zeit. geschichten und gedichte vom naschmarkt. Wien 1980.
- zwischendort, ein poem. Wien 1983. Köln 1991.
- feierabend. Hörspiel. ORF 1985.
- drucksachen. Linz 1989 (Stempeltexte, teilweise mehrfarbig).
- das (apfel)mus, (bist) du's? Ausgewählte Gedichte. Köln 1989.
- werner geht in die schule. Wien 1989.
- Erste Wahl. Wien 1989.
- eine gute wiener familie. Prosa. Texing 1993.
- alfabet. Linz & Wien 1995.
- ganz ohne kunst. und doch sehr schön. stempel zum tag. Horn 1999.
- mit Gerhard Jaschke: Vom Häkchen zum Haken. Literarische Duett-Duelle 1988–1998. Wien 1999.
- mit Gerhard Jaschke: schöne stunden. ein literarisches duettspiel. Wien 2001.
- hin und her. ein stadt-land-fluchtspiel. St. Pölten 2001.
- Werner Herbst. Ausgewählte Texte. Vorwort von Jürg Jegge. St. Pölten & Wien 2002.
- hurra hurra hurra. Wien 2003.
- Der Popanz. Poem. Köln 2003.
- mit Gerhard Jaschke: knickerbocker im kakao. zur fremdsprache golf. Wien 2004.